# Guillaume de Gometz
Pour les articles homonymes, voir Gometz.
Guillaume Ier de Gometz est le premier seigneur attesté de Gometz-le-Châtel. Il est aussi le frère de Hodierne de Gometz. Il épousa Alberède de Montmorency et eut un fils Guillaume II.

## Biographie
Sa première apparition (Willelmi de Gomez) est comme témoin d’une charte en mai 1043 où le roi Henri Ier confirme les droits d’un Nivard et de l’abbaye de Saint-Maur-des-Fossés en la forêt d'Yvelines. Vers 1045, Guillaume de Gometz, « Guillelmo de Gumetis castro » est  témoin dans un acte du Cartulaire de Marmoutier pour le Dunois. 
Dans la décennie qui suit, on l'identifie à Guillaume le Sénéchal. « Willelmi seneschalci », témoin du diplôme royal d’Hasnon en 1058 puis « Willelmi senescalci » qui l’est d’une charte en 1059/60 pour l'abbaye de Saint-Martin-des-Champs.
Avec l’avènement de Philippe Ier et la régence de Baudouin V de Flandre, les offices palatiaux sont renouvelés. Le sénéchalat n’est plus entre les mains de Guillaume. Mais nous le retrouvons cité sur un acte de 1067, « Willelmus de Gomethiaco » ; et sur un diplôme à Melun, en 1067, « Guillelmus Giometensis castri ». En 1071, il est encore à Corbeil, par deux fois : « Guillelmi de Gumeto » ou « Willelmi de Gunetho ».
Il a un fils Guillaume II de Gometz cité d'abord pour la possession familiale de la Ferté (commune de Choisel) comme “Guillelmi de Feritate” en 1071. Et puis ce “Junior Willelmus” confirme le don de l’église de Saint-Clair à Saint-Florent de Saumur pour l’âme de sa mère, Alberède de Montmorency, et de son père “patris sui Willelmi”, dans un document l’original serait de mai 1081.
Cette branche de la maison de Gometz finit par s'éteindre et ces honneurs passeront à un enfant de Hodierne de Gometz et de Gui Ier de Montlhéry, Guy de Rochefort. Les ascendants de Guy Ier de Gometz sont mal connus, mais des éléments politiques, onomastiques et son rôle de sénéchal. pourrait en faire le fils de Guy le Petit Bourguignon, et donc le petit-fils de Landry de Nevers, premier sénéchal connu.

## Gometz-le-Château, Saint-Clair et Gometz-la-Ville
Ces deux lieux portant le même nom et n'étant qu'à une légère distance l’un de l’autre ne doivent pas être séparés : d’autant qu’il y a une grande apparence qu’ils ne formaient autrefois qu’un seul corps de paroisse et même terre ; on ne commence à la connaître qu’au milieu du XIe siècle. L’étymologie du nom doit venir du langage celtique ou franc ; dans la plupart des titres latins des XIIe siècle et XIIIe siècle, le nom de ce lieu et dit en langage populaire (Gumet, Gomet, Gomed, Gomez). Saint-Clair ou Gometz-Saint-Clair (Saint-Clerc) est à la distance de six lieues et demie aux environs de Paris, vers le couchant, il est bâti au défaut d’une montée assez rude.
L’église de Gometz-Le-Château est paroissiale et priorale. Elle existait avant qu’on y appelât des moines, non pas l’édifice qu’on voit aujourd’hui qui n’est pas fort ancien, mais un autre typique du onzième siècle.

## Sources